# JTG
Jayson Anthony Paul (Louisville, 10 de dezembro de 1984) é um lutador de wrestling profissional estadunidense, mais conhecido como JTG (Jayson The Gangsta). Ele é mais conhecido pelo trabalho prestado a WWE, no programa Raw.

## Carreira

### World Wrestling Entertainment (2006–2007)
Paul começou sua carreira em 2006, trabalhando no território de desenvolvimento da World Wrestling Entertainment Ohio Valley Wrestling (OVW), sob o nome de "The Neighborhoodie". Ele formou uma dupla com Shad Gaspard chamada "The Gang Stars", ganhando o OVW Southern Tag Team Championship em duas ocasiões.

Em 2006, a dupla foi promovida para o elenco principal da WWE, no Raw, sob o nome de "Cryme Tyme", com Paul mudando seu nome para JTG. Em 4 de setembro de 2006, uma série de vídeos passou a ser exibida no Raw, promovendo Cryme Tyme. No Raw de 16 de outubro de 2006, Cryme Tyme estreou, derrotando os Campeões Mundiais de Duplas Spirit Squad (Mikey e Johnny). Em novembro de 2006, no Cyber Sunday, Cryme Tyme derrotou Lance Cade e Trevor Murdoch, Charlie Haas e Viscera e The Highlanders em uma luta Texas Tornado (votada pelos fãs). Como parte dos personagens, Cryme Tyme normalmente roubariam pertences de outros lutadores e os venderiam à platéia, também vendendo falsos números de entrada no Royal Rumble. Alguns meses depois, no New Year's Revolution, Cryme Tyme venceu uma luta Tag Team Turmoil contra os Highlanders, The World's Greatest Tag Team, Cade e Murdoch, e "Hacksaw" Jim Duggan e Super Crazy, ganhando uma luta pelo World Tag Team Championships. Eles competiram primariamente no Heat pelos próximos meses, fazendo uma aparição nos bastidores do WrestleMania 23. Após a falsa morte de Mr. McMahon, Cryme Tyme realizou vendas e leilões no website da WWE em sua memória. Em 29 de junho de 2007, no SmackDown, Deuce 'n Domino (com Cherry) derrotaram Cryme Tyme em uma luta interpromocional. Enquanto Deuce, Domino e Cherry celebravam a vitória, Cryme Tyme roubava o carro do grupo. Em 21 de julho de 2007, Cryme Tyme derrotou os James Boys para ganhar o OVW Southern Tag Team Championship pela segunda vez. Em 13 de agosto de 2007, Cryme Tyme foram derrotados por Lance Cade e Trevor Murdoch por desqualificação, na cidade natal de Cryme Tyme, Nova Iorque. No Raw de 20 de agosto de 2007, Cryme Tyme roubou e venceu o chapéu de Murdoch, e na semana seguinte, roubaram o chapéu de Cade e deram para um fã. Em 2 de setembro de 2007, Paul e Gaspard foram demitidos. 

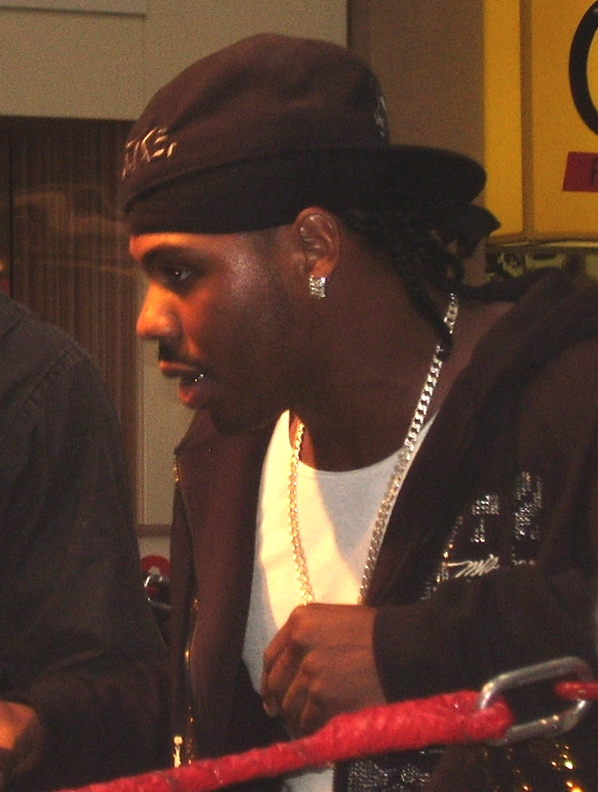
JTG conhece fãs no "WrestleMania 23 Fan Axxess Tour".

### Circuito independente (2007–2008)
Paul, com Gaspard, lutaram no evento de décimo aniversário da Jersey All Pro Wrestling em 27 de outubro de 2007. Lutando como "Crime Time", eles derrotaram "Dirty Rotten Scoundrelz". Paul apareceu na Derby City Wrestling (DCW) em seu evento de fim de ano. Ele se envolveu em uma rivalidade com os "The Mobile Homers" na DCW.

### Retorno à WWE (2008–presente)

#### Raw (2008–2009)
Paul e Gaspard retornaram à WWE no Raw de 31 de março de 2008, como "Cryme Tyme", sendo derrotados por Lance Cade e Trevor Murdoch em sua primeira luta.
Cryme Tyme se aliou a John Cena no Raw de 30 de junho, interferindo durante uma luta entre Cena e JBL. Na semana seguinte, eles apareceram juntos em um segmento nos bastidores, vandalizando a limusine de JBL. Após uma luta em um evento não televisionado, Cena confirmou a formação de um facção conhecida como CTC, "Cryme Tyme Cenation". Separadamente, Cryme Tyme começou uma rivalidade com os Campeões Mundiais de Duplas Ted DiBiase e Cody Rhodes, roubando os cinturões por algum tempo, e sendo derrotados no Unforgiven. JTG entrou na luta Royal Rumble no Royal Rumble de 2009 em janeiro, trapaceando em um jogo de cara ou coroa com Shad pela vaga. JTG durou quase 12 minutos na luta, sendo eliminado por The Undertaker. No Raw de 26 de janeiro, JTG e Shad foram derrotados pelos Campeões Mundias de Duplas John Morrison e The Miz.

#### SmackDown (2009–2011)
Em 15 de abril de 2009, Cryme Tyme foi transferido para o SmackDown durante o Draft Suplementar de 2009. Eles ganharam uma luta pelo Unified Tag Team Championship contra Jerishow (Chris Jericho e The Big Show) no SummerSlam após derrotar a The Hart Dynasty no SmackDown de 31 de julho. Em 6 de agosto, JTG derrotou Jericho. No SummerSlam, no entanto, eles perderam a luta. No WrestleMania XXVI, Cryme Tyme competiu em uma Battle Royal não televisionada, mas nenhum dos dois membros venceu o combate. No SmackDown de 2 de abril de 2010, Cryme Tyme foi rapidamente derrotado por John Morrison e R-Truth. Enfurecido, Shad atacou JTG, terminando a dupla e se tornando um vilão. Shad e JTG se enfrentaram em uma Strap match no Extreme Rules, vencida por JTG. Shad venceria uma revanche em 6 de maio, no WWE Superstars. Em 17 de dezembro, no SmackDown, JTG começou um segmento chamado "Str8 Outta Brooklyn", onde falava sobre celebridades e lutadores. Enquanto R-Truth estava doente, JTG o substituiu como mentor de Johnny Curtis no WWE NXT de 21 de dezembro de 2010. Ele retornou ao NXT como mentor no NXT Redemption, sendo o WWE Pro de Jacob Novak. No NXT de 3 de maio de 2011, ele começou uma rivalidade com William Regal. Essa rivalidade e a aliança com Novak o tornaram um vilão. Jacob foi eliminado duas semanas depois.

#### Retorno ao Raw e NXT (2011–2014)
JTG foi transferido de volta ao Raw durante o Draft Suplementar de 2011, em 26 de abril de 2011. No NXT de 24 de maio, JTG começou uma rivalidade com Vladimir Kozlov e seu Rookie Conor O'Brian. Em 7 de junho, no NXT, JTG atacou Yoshi Tatsu durante o segmento de entrevistas "Str8 Outta Brooklyn". Na mesma noite, ele foi derrotado por Tatsu. Após Darren Young derrotar Tatsu no NXT de 14 de junho, JTG ajudou Young a atacar Tatsu, até ele ser salvo por Kozlov e O'Brian. No NXT de 21 de junho, JTG se aliou a Young e Chavo Guerrero, sendo derrotados por Kozlov, O'Brian e Tatsu. JTG foi derrotado por Kozlov duas semanas seguintes, com Kozlov fantasiado de JTG na última. Em 20 de setembro, JTG formou oficialmente uma dupla com Young, sendo derrotados por Titus O'Neil and Percy Watson. Nas semanas anteriores, JTG auxiliou Young em uma rivalidade com Regal e Matt Striker.
JTG estreou no Raw apenas em 7 de novembro, sendo derrotado por Mason Ryan. No NXT, em novembro, JTG passou a ser acompanhando ao ringue por Tamina. JTG voltou a lutar no Raw em 16 de janeiro, sem Tamina, sendo derrotado por Brodus Clay. Após ser derrotados durante diversas semanas no NXT Redemption, JTG começou uma amizade com Alicia Fox, que ofereceu-se para mudar seu visual. Na semana seguinte, JTG passou a usar sungas e cabelo comprido, derrotando Yoshi Tatsu, vencendo a primeira luta em 2012. Ele retornou ao Raw em 13 de agosto, sendo derrotado por Ryback. No WWE Payback, JTG novamente foi um lumberjack na luta entre John Cena e Ryback. Após não aparecer no Raw em 2014, JTG foi demitido em 12 de Junho.

## No wrestling

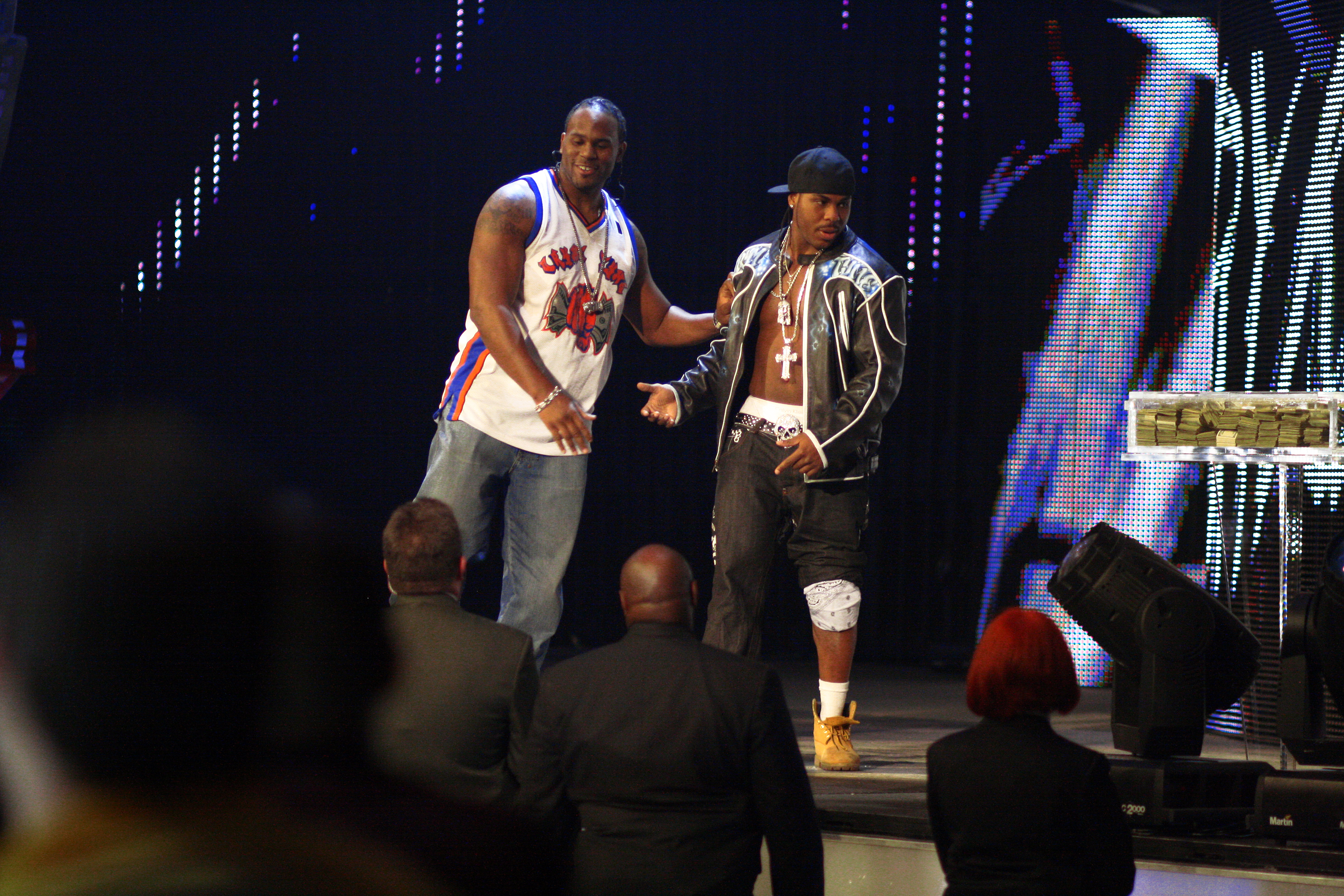
Cryme Tyme no Raw em 2008.

- Movimentos de finalização
  - Da Shout Out[31] (Spinning sitout sleeper slam)

- Movimentos secundários
  - Box Cutter[32] (Arm trap backbreaker moficado)
  - Diving leg lariat[32][33]
  - Dropkick, as vezes da corda mais alta[32]
  - Mug Shot[31] (Fall forward diving facebuster)
  - Neck snap[34]
  - Leapfrog transformado em um leg drop bulldog[35]
  - Running somersault shoulder block[32]

- Managers
  - Eve Torres
  - Tamina
  - Alicia Fox

- Temas de entrada
  - "Bringin' Da Hood 2 U"[36] por Jim Johnston (2006 – 2007, 2008 – presente)

## Títulos e prêmios
- Ohio Valley Wrestling
  - OVW Southern Tag Team Championship (2 vezes)[6] – com Shad Gaspard

- Pro Wrestling Illustrated
  - PWI o colocou na #84ª posição dos 500 melhores lutadores individuais em 2010.